# Wright Peak
Der Wright Peak ist ein 1510 m hoher Berg mit kleinem Gipfel im westantarktischen Ellsworthland. In den Jones Mountains ragt er 800 m südlich des Sutley Peak auf.
Kartiert wurde er bei einer von der University of Minnesota von 1960 bis 1961 unternommenen Expedition zu den Jones Mountains. Namensgeber ist der Glaziologe und Geologe Herbert E. Wright Jr. (1917–2015), der als Berater für die von 1961 bis 1962 durchgeführte Expedition der Universität tätig war.